# UFC on ESPN: Cannonier vs. Imavov
UFC on ESPN: Cannonier vs. Imavov（ユーエフシー・オン・イーエスピーエヌ：キャノニア・バーサス・イマボフ、別名UFC on ESPN 57）は、アメリカ合衆国の総合格闘技団体「UFC」の大会の一つ。2024年6月8日、ケンタッキー州ルイビルのKFCヤム！・センターで開催された。

## 大会概要
本大会はジャレッド・キャノニアとナッソーディン・イマボフのミドル級戦が組まれた。
本大会の入場収益は250万652ドルを記録し、これは米国内で開催されたナンバーシリーズ以外の大会史上最高記録となった。

## 試合結果

### プレリミナリーカード
第1試合 女子ストロー級 5分3R
○  プジャ・トマル vs.  ハヤネ・ドス・サントス ×
3R終了 判定2-1（30-27、27-30、29-28）
第2試合 バンタム級 5分3R
○  テイラー・ラピルス vs.  コーディー・スタマン ×
3R終了 判定3-0（30-27、30-27、30-27）
第3試合 116.5ポンド契約 5分3R
○  デニーシ・ゴメス vs.  エドゥアルダ・モウラ ×
3R終了 判定2-1（28-29、30-27、30-27）
※モウラの体重超過により女子ストロー級から変更。
第4試合 バンタム級 5分3R
○  ダニエル・マルコス vs.  ジョン・カスタネーダ ×
3R終了 判定3-0（30-27、30-27、30-27）
第5試合 女子フライ級 5分3R
○  モンタナ・デ・ラ・ロサ vs.  アンドレア・リー ×
3R終了 判定2-1（28-29、29-28、29-28）
第6試合 バンタム級 5分3R
○  ブラッド・カトーナ vs.  ジェシー・バトラー ×
3R終了 判定3-0（30-26、30-27、30-27）
第7試合 ウェルター級 5分3R
○  カルロス・プラチス vs.  チャールズ・ラドキ ×
1R 4:47 KO（ボディへの左膝蹴り）
第8試合 ライト級 5分3R
○  ルドビト・クライン vs.  ティアゴ・モイゼス ×
3R終了 判定3-0（30-27、30-27、30-27）

### メインカード
第9試合 ウェルター級 5分3R
○  プナヘレ・ソリアーノ vs.  ミゲル・バエザ ×
3R終了 判定3-0（29-28、29-28、29-28）
第10試合 ミドル級 5分3R
○  ザッカリー・リース vs.  ジュリアン・マルケス ×
1R 0:20 TKO（右アッパー→パウンド）
第11試合 ミドル級 5分3R
○  ブルーノ・フェレイラ vs.  ダスティン・シュトルツフス ×
1R 4:51 KO（右スピニングバックエルボー）
第12試合 バンタム級 5分3R
○  ラウル・ロザス・ジュニア vs.  リッキー・トゥルシオス ×
2R 2:22 リアネイキドチョーク
第13試合 ライトヘビー級 5分3R
○  ドミニク・レイエス vs.  ダスティン・ジャコビー ×
1R 2:00 KO（スタンドパンチ連打）
第14試合 ミドル級 5分5R
○  ナッソーディン・イマボフ vs.  ジャレッド・キャノニア ×
4R 1:34 TKO（スタンドパンチ連打）

### 各賞
ファイト・オブ・ザ・ナイト：該当無し
パフォーマンス・オブ・ザ・ナイト：ラウル・ロザス・ジュニア、ブルーノ・フェレイラ、ザッカリー・リース、カルロス・プラチス
各選手にはボーナスとして5万ドルが授与された。

### カード変更
負傷などによるカードの変更は以下の通り。